# Antonio Borsellino
Antonio Italo Baldo Borsellino (Reggio Calabria, 11 giugno 1915 – Trieste, 23 novembre 1992) è stato un fisico italiano, che ha promosso lo sviluppo della biofisica in Italia.

## Biografia
Dopo aver frequentato l'Istituto tecnico per Geometri a Reggio Calabria e conseguita poi la maturità scientifica nel 1933-34, si iscrisse al corso di laurea in matematica e fisica dell'Università di Messina, ma, nello stesso anno, vinto il concorso di ammissione alla Scuola Normale Superiore, si trasferì all'Università di Pisa, dove si laureò nel 1938 con una tesi sulla “Nascita di coppie di un elettrone positivo e uno negativo al passaggio di raggi gamma attraverso materia”, relativa alla produzione di coppie elettrone-positrone. La tesi fu preparata sotto la guida di Giulio Racah, ma dopo che questi fu sospeso dal servizio per le sopravvenute leggi razziali, il relatore della tesi fu Luigi Puccianti.
Nel 1939 iniziò la carriera accademica a Milano, come assistente prima incaricato e poi ordinario alla cattedra di fisica sperimentale del Politecnico. Dopo il servizio militare, svolto come ufficiale, tenne alcuni incarichi di insegnamento presso le università di Milano, Parma e Bologna. Nel 1948 conseguì la libera docenza in fisica teorica e nel 1950, divenuto ordinario, fu chiamato presso l’Università di Genova, dove rimase fino al 1984, quando si trasferì a Trieste alla cattedra di biofisica della SISSA (Scuola Internazionale Superiore di Studi Avanzati). Nel 1973, in occasione del primo congresso nazionale della neofondata Società Italiana di Biofisica Pura e Applicata, ne fu eletto primo presidente. Nel 1990 fu collocato fuori ruolo e successivamente nominato professore emerito dell'Università di Trieste.
Morì a Trieste, il 23 novembre del 1992.

## Attività scientifica
Per quanto riguarda il campo della fisica teorica, il suo contributo più significativo consiste nel calcolo della sezione d'urto per coppie elettrone-positrone prodotte da fotoni, secondo una formula nota ancor oggi come “formula di Borsellino”. Verso la fine degli anni '50, gli interessi di Borsellino si spostarono verso la biofisica e la cibernetica, due campi ricerca allora in rapida evoluzione, cui diede un contributo determinante organizzando gruppi di lavoro interdisciplinari (formati da fisici, biologi, biochimici, medici e matematici) non solo a Genova ma anche in diverse sedi universitarie e del CNR. Grazie al suo impegno, nel 1969 fu costituito il Laboratorio di Cibernetica e Biofisica del CNR di Camogli, che divenne rapidamente un importante centro di ricerca visitato da molti scienziati italiani e stranieri, fra cui Alan Hodgkin, Max Delbrück ed Erwin Neher. Un lavoro di Borsellino del 1968 è poi diventato un classico nello studio della risposta dei fotorecettori a stimoli luminosi.
Il Laboratorio di Cibernetica e Biofisica del CNR di Camogli si trasformò successivamente in due strutture di ricerca che sono ancor oggi attive a livello internazionale: il Laboratorio di Biofisica, presso l’area di ricerca del CNR di Genova, ed il gruppo di Biofisica presso il Dipartimento di Fisica dell’Università di Genova. Borsellino rimase attivo nel campo accademico e scientifico per molti anni, con interessi che spaziavano dal campo sperimentale a quello teorico, occupandosi in particolare di fenomeni di membrana, neurobiologia, fenomeni stocastici in biologia, modelli olografici della memoria, studio della percezione umana a partire dalle "figure ambigue". Molte di queste tematiche, tipiche della biologia ma affrontate con metodi fisici e matematici, furono sviluppate dai suoi allievi in molteplici campi di ricerca, ivi inclusa l’intelligenza artificiale, ove spicca il nome di Tomaso Poggio.
La Società Italiana di Biofisica Pura ed Applicata (SIBPA) ha istituito il Premio Borsellino, da attribuire ad una tesi di dottorato in occasione del suo congresso a cadenza biennale.

## Pubblicazioni selezionate
- Uber die Materialisierung der ɣ-Strahlen im Felde eines Elektrons, in "Helvetica Physica Acta", 20, 1947, pp. 136–8.
- Sulle funzioni di struttura angolare e laterale degli sciami estesi, in "Nuovo Cimento", 7, 1950, pp. 700–2.
- Momentum transfer and angle of divergence of pairs produced by photons, in "Physical Review", 89, 1953, pp. 1023–5.
- L'evoluzione delle teorie fisiche ed il senso comune, in "Annuario dell'Università degli Studi di Genova", A.A. 1957-58/1958-59, pp. 53–65.
- Survival in adult meal-worm beetles (T.M.) of learning acquired at the larval stage (con R. Pierantoni e B. Schieti-Cavazza), su "Nature", 225, 1970, pp. 963–4.
- in coll. con : Stochastic models and fluctuations in reversal time of ambiguous figures (con A. De Marco, P. Penengo, A. Trabucco, F. Carlini, M. Riani, M.T. Tuccio), in "Perception", 6, 1977, pp. 645–56.
- Statistical properties of flip-flop processes associated to the chaotic behavior of systems with strange attractors (con F. Aicardi), in "Biological Cybernetics", 55, 1987, pp. 377–85.
- Sensory Transduction (con L. Cervetto e V. Torre), Plenum Press, New York, 1988, pp. 667–80.